# Louis François Lanchantin
Louis François Lanchantin, né le 1er novembre 1756 à La Fère (Aisne), mort le 17 novembre 1812 à Krasnoï (Russie), est un général français de la Révolution et de l’Empire.

## État de service
Il entre en service le 5 novembre 1773, au Régiment Royal-Comtois, il devient caporal le 21 avril 1777, et il est désigné pour faire partie de l’expédition de Saint-Malo en 1779. Il est nommé sergent le 17 avril 1785, sergent fourrier le 1er juin 1786, et il est congédié le 5 novembre 1789.
Gendarme national dans le département de Maine-et-Loire, à la résidence de Châteauneuf le 22 février 1792, il participe aux premières campagnes de 1792 à l’an III dans l’armée du Rhin. Il passe brigadier le 21 novembre 1793 et brigadier fourrier le 21 mars 1794. Il est nommé lieutenant le 9 décembre 1795 et capitaine le 8 janvier 1796, dans une compagnie franche de d’Alençon. Il combat aux armées de l’Ouest et de Rhin-et-Moselle pendant les campagnes de l’an IV et de l’an V. Après s’être distingué lors de la première campagne, il est nommé le 14 septembre 1796, par le général en chef Hoche, à un emploi de chef de bataillon dans la 2e légion des francs (46e demi-brigade de ligne pour prendre rang le 22 octobre 1796.
Pendant les campagnes de l’an VI à l’an IX, il est attaché aux armées d’Angleterre, d’observation du Rhin, du Danube et du Rhin. Il commande les 200 hommes, qui les 19 et 20 mai 1798, au combat des Dunes, près d’Ostende, font prisonniers les deux cents anglais débarqués et leur enlèvent cinq pièces de canon et deux obusiers. Il se trouve les 24 et 25 mars 1799, à l’affaire de Stockach, et il reçoit une balle dans le bras droit le 7 octobre 1799, en combattant les russes à la tête de son bataillon à Paradis, près de Schaffhouse. Il est également aux batailles d’Engen le 3 mai 1800, de Moesskirch les 4 et 5 mai, et d’Höchstädt le 19 juin suivant. 
Il est nommé chef de brigade par le général Moreau le 9 juillet 1800, au 46e régiment d’infanterie de ligne. Il se distingue de nouveau à la Bataille de Hohenlinden le 3 décembre 1800. Rentré en France après la signature du traité de paix de Luneville, il reçoit un sabre d’honneur le 15 juillet 1803, et il est nommé au grade de colonel. Il fait partie du camp de Boulogne en l’an XII, et il est élevé au grade de commandeur de la Légion d’honneur le 14 juin 1804.
Il est promu général de brigade le 1er février 1805, et le 2 mars suivant il est envoyé à l’armée d’Italie. Il fait les campagnes de l’an XIII et de l’an XIV sous les ordres du maréchal Jourdan, et celle de 1806 à Naples. Il prend part au siège de Gaète la même année, et il est successivement chargé du commandement de la garnison de Naples, des îles d’Ischia et de Procida, de toute la rive droite et de la place de Gaète.
En 1810, il est attache au corps d’observation de l’Italie méridionale commandé par le général Grenier, et le 27 mars suivant il rejoint Milan. Il est créé baron de l’Empire le 22 novembre 1811. Employé dans la 25e division militaire (département de la Lippe) le 1er juin 1812, il fait la campagne de Russie au 3e corps de la Grande Armée du maréchal Ney.
Il est blessé et fait prisonnier par les Russes après la bataille de Krasnoï, et il est considéré comme disparu le 17 novembre 1812.

## Dotation
- Le 30 juin 1811, donataire d’une rente de 2 000 francs sur les biens réservés à Erfurt.

## Armoiries
| Figure | Nom du baron et blasonnement |
| ------ | --- |
|        | Armes du baron Louis François Lanchantin et de l'Empire, décret du 30 juin 1811, lettres patentes du 22 novembre 1811, commandeur de la Légion d'honneur Coupé au premier parti à dextre d'or à la bande de gueules, chargée d'une étoile a dia pointée du champ, à sénestre des Barons tirés de l'armée, au deuxième d'azur semé d'étoiles d'argent sans nombre, chargé d'un rocher d'or, issant d'une mer d'argent - Livrées : les couleurs de l'écu. |

## Sources
- (en) « Generals Who Served in the French Army during the Period 1789 - 1814: Eberle to Exelmans »
- Thierry Pouliquen, « Les généraux français et étrangers ayant servis [sic] dans la Grande Armée » (consulté le 10 mars 2014)
- A. Lievyns, Jean Maurice Verdot, Pierre Bégat, Fastes de la Légion-d'honneur, biographie de tous les décorés accompagnée de l'histoire législative et réglementaire de l'ordre, tome 2, Bureau de l’administration, janvier 1844, 575 p. (lire en ligne), p. 507.
- (pl) « Napoléon.org.pl »
- « Cote LH/1464/55 », base Léonore, ministère français de la Culture
- « La noblesse d’Empire » (consulté le 12 mars 2014)
- Vicomte Révérend, Armorial du Premier Empire, tome 3, Honoré Champion, libraire, Paris, 1897, p. 34.